# Куангнгай (провінція)

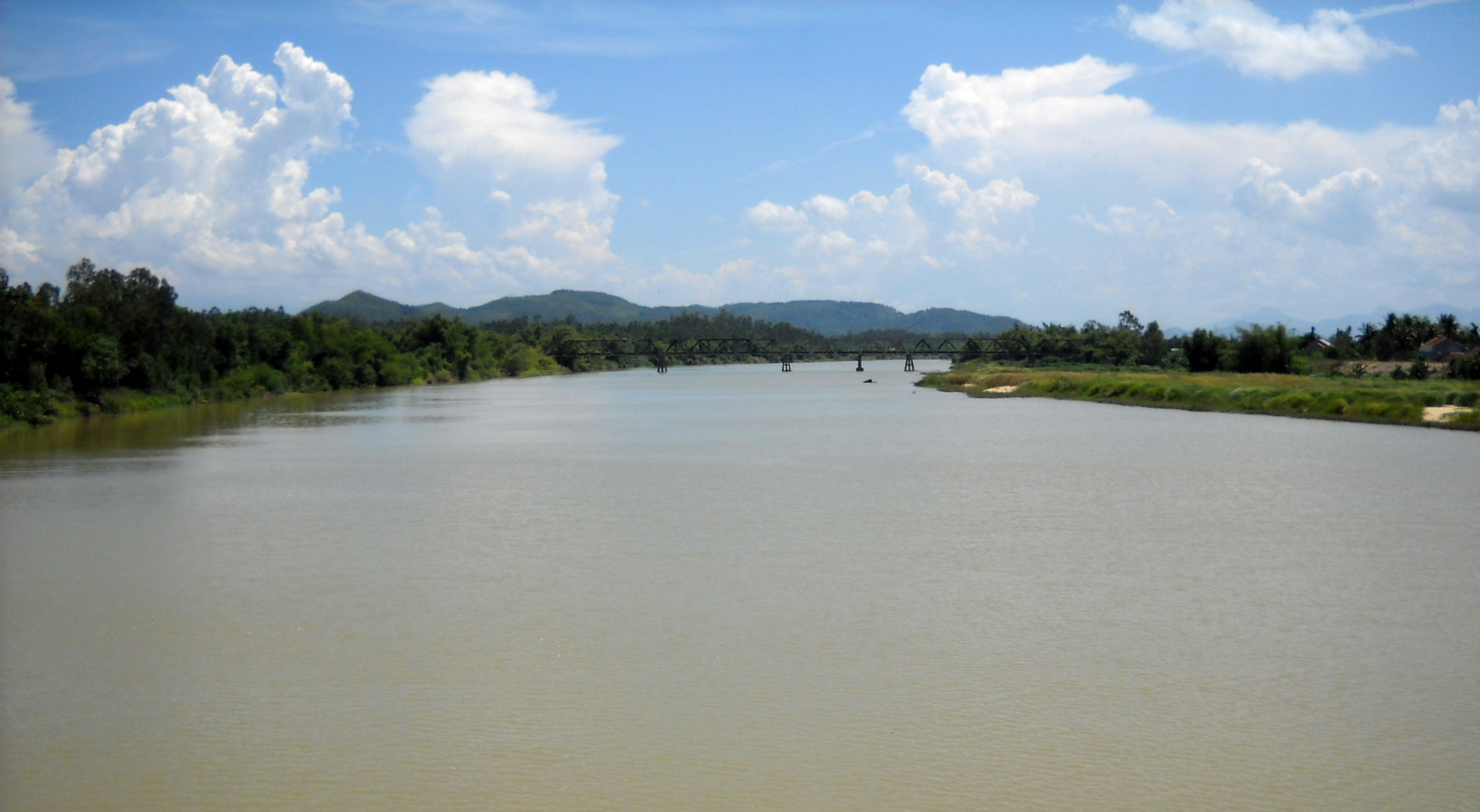
Річка Чабонг (Trà Bồng)

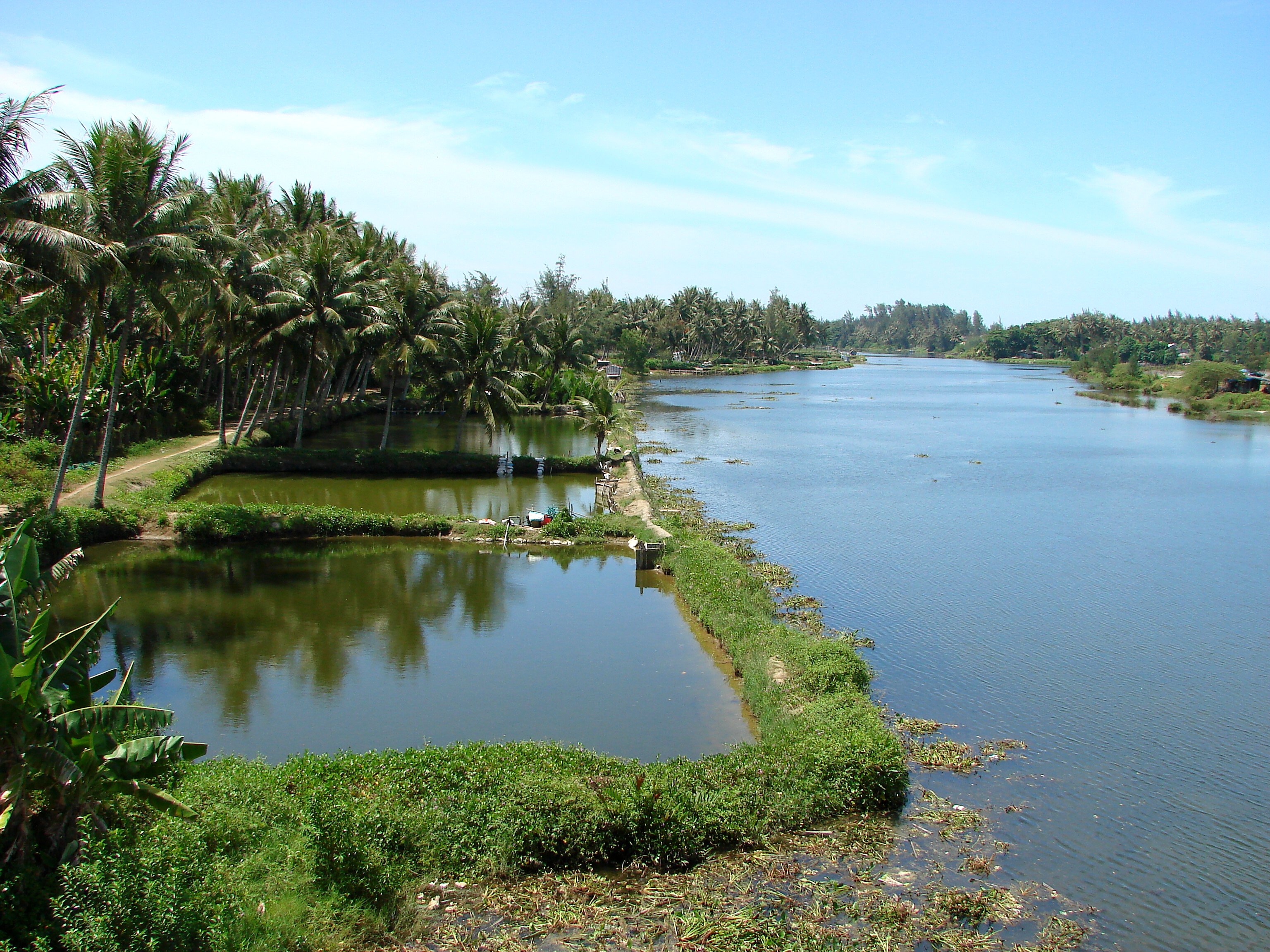
Недалеко від місця масової різанини у Сонгмі. Фото 2009 р.

Куангнгай (в'єт. Quảng Ngãi) — провінція у центральній частині В'єтнаму, на узбережжі Південно-Китайського моря. Адміністративний центр провінції — місто Куангнгай (в'єт. Thành phố Quảng Ngãi) — знаходиться за 884 км від Ханоя і за 835 км від Хошиміна.
Провінцію оточують гори хребта Чионгшон. Клімат тропічний мусонний. Основа економіки — сільське господарство, а також найбільший нафтопереробний завод країни.
Під час війни у В'єтнамі у провінції знаходився оплот сил В'єтконга. Світову популярність одержало масове вбивство в Сонгмі, у результаті якого американці знищили понад 500 мирних жителів.

## Туризм
У провінції є морські пляжі Сахьюнь і Міхе.

## Населення
У 2009 році населення провінції становило 1 216 773 особи, з них 599 841 (49,30 %) чоловіки і 616 932 (50,70 %) жінки, 1 038 845 (85,38 %) сільські жителі і 177 928 (14,62 %) жителі міст.
Національний склад населення (за даними перепису 2009 року): в'єтнамці 1 055 154 особи (86,72 %), гре 115 268 осіб (9,47 %), кор 28 110 осіб (2,31 %), седанги 17 713 осіб (1,46 %), інші 528 осіб (0,04 %).

## Адміністративний поділ
Провінція Куангнгай підрозділяється на однойменний муніципалітет Куангнгай і 13 районів (повітів):
- Бато (Ba Tơ)
- Бінь Шон (Bình Sơn)
- Дикфо (Đức Phổ)
- Міньлонг (Minh Long)
- Модик (Mộ Đức)
- Нгіахань (Nghĩa Hành)
- Шонха (Sơn Hà)
- Шонтай (Sơn Tây)
- Шонтінь (Sơn Tịnh)
- Тайча (Tây Trà)
- Чабонг (Trà Bồng)
- Тингія (Tư Nghĩa)
- Лішон (острівний повіт) (Lý Sơn)